# Urolophus cruciatus
Urolophus cruciatus är en rockeart som först beskrevs av Lacépède 1804.  Urolophus cruciatus ingår i släktet Urolophus och familjen Urolophidae. IUCN kategoriserar arten globalt som livskraftig. Inga underarter finns listade i Catalogue of Life.

## Bildgalleri

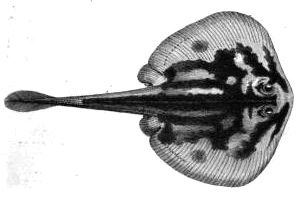
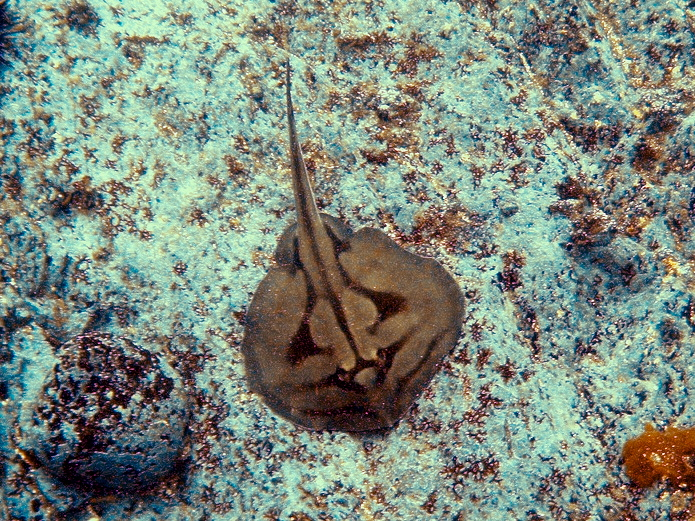
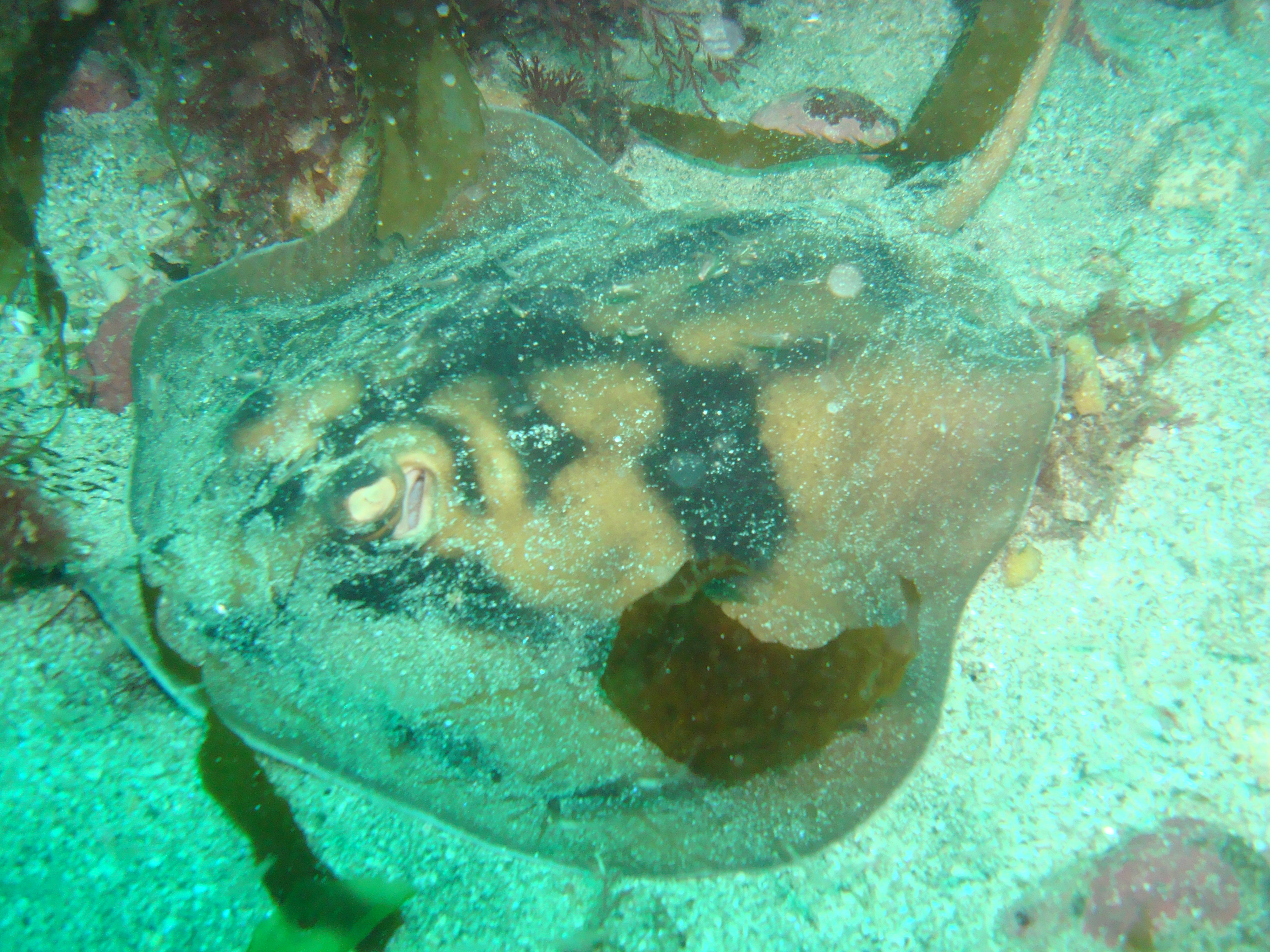